# Mausoleo de Ásad
El mausoleo de Ásad (en árabe: ضريح الأسد‎), comúnmente conocido como mausoleo de Háfez al-Ásad (en árabe: ضريح حافظ الأسد‎), oficialmente conocido como "mausoleo del Líder Inmortal" (en árabe: ضريح الزعيم الخالد‎) durante el régimen baazista, fue el mausoleo de la familia Ásad, que gobernó Siria desde 1971 hasta 2024. Su centro principal era el mausoleo del expresidente sirio Háfez al-Ásad y su hijo mayor, Basel al-Ásad. El mausoleo estaba ubicado en la aldea de Qardaha, en la gobernación de Latakia, en las montañas costeras sirias. Esta aldea, de mayoría alauita, fue el hogar tradicional de la familia Ásad. El 11 de diciembre de 2024, tras la caída del régimen de Ásad, el mausoleo fue saqueado por rebeldes.

## Historia
El mausoleo se alzaba en el terreno de la casa del jeque Ali al-Khayyir, de 1,2 hectáreas (3 acres). Jamil al-Ásad y Jaber Shalish obligaron a al-Khayyir a vender el terreno por menos de 200 dólares, y al principio lo rechazaron. Ante la impotente situación, entregaron el terreno a Ásad. Tras adquirir el terreno, Ásad encargó al Establecimiento Militar de Vivienda la construcción del mausoleo.
En 1989, el gobierno sirio encargó al arquitecto Abdul Rahman Naassan el diseño de la Mezquita Naissa en Qardaha, que recibió el nombre de Naissa Shalish al-Ásad, madre del entonces presidente Háfez al-Ásad. A partir de entonces, Qardaha se convirtió en el centro de la promoción del culto de la personalidad por parte del régimen de Ásad.
En 1994, Basel al-Ásad, hijo mayor del presidente y sucesor designado, falleció en un accidente automovilístico. El gobierno sirio lo enterró cerca de la mezquita y construyó un mausoleo. El 10 de junio de 2000, Háfez al-Ásad falleció repentinamente de un ataque al corazón. Tras un funeral de Estado en Damasco, su cuerpo fue trasladado en avión a la Mezquita Naissa y enterrado en el centro del mausoleo. Desde entonces, el mausoleo de Ásad y su hijo fue custodiado y mantenido por las fuerzas de seguridad sirias y estaba abierto al turismo. Bashar al-Ásad, segundo hijo de Háfez y hermano menor de Basel, asumió la presidencia de Siria tras la muerte de su padre.
El 11 de diciembre de 2024, tras el derrocamiento de su hijo Bashar tras 13 años de guerra civil, los rebeldes incendiaron la tumba de Háfez al-Ásad dentro del mausoleo. Se publicaron en línea videos de hombres armados quemando la tumba de Ásad y orinando sobre ella. El 28 de abril de 2025, videos y fotos en redes sociales mostraron la exhumación de su tumba por desconocidos. Según informes, sus restos fueron trasladados a un lugar desconocido.

## Arquitectura
El mausoleo era una mezcla de arquitectura clásica siria y modernista. La estructura general tenía forma octogonal. El diseño interior era limpio y sobrio. El espacio interior era amplio y espacioso, con múltiples estructuras arqueadas de gran altura. El exterior estaba decorado con fragmentos del Corán en piedra con caligrafía árabe.